# 山手111番館
山手111番館（やまてひゃくじゅういちばんかん英: Bluff No.111）は、神奈川県横浜市中区山手町の港の見える丘公園内にある西洋館である。

## 歴史
アメリカ人の両替商ラフィン（J.E.Laffin）は、乗船していた船に修理の必要が生じ、予定に無かった横浜に立ち寄ることとなった。修理を待つ間箱根に出かけたラフィンは、そこで出会ったミヨと大恋愛の末結婚し、横浜で暮らす。ラフィン夫妻は8人の子供に恵まれ、この家は結婚する長男のために1926年（大正15年）に建てられたものである。ラフィン夫妻の手を離れたのちに所有者は数度変わったものの、大切に扱われたため創建当時の意匠はほぼ残っている。1996年に横浜市の所有となり、1999年より一般公開されている。1999年11月には、横浜市指定有形文化財に指定されている。

## 建築
地上2階・地下1階建で、地上部分は木造、地下は鉄筋コンクリート構造。スタッコ仕上げの外壁と赤い瓦で、スパニッシュスタイルでまとめられている。玄関は西側の通りの側にあり、3連アーチの上部はパーゴラ（屋根のない藤棚）となっている。玄関を入ると吹き抜けのホールで、その2階部分は回廊となっている。
現在は港の見える丘公園の施設として、館内を一般公開しているが、建物保護のため2階の回廊の公開は月1回程度に限られている。入館無料で、第2水曜日休館。地下1階ではカフェが営業している。

## 交通
- みなとみらい線元町・中華街駅から徒歩7分。
- JR根岸線・市営地下鉄桜木町駅から横浜市営バス20系統またはあかいくつもしくは神奈川中央交通バス11系統、根岸線山手駅より市営バス20系統「港の見える丘公園」下車。

## 周辺
- 横浜市イギリス館、神奈川近代文学館、大佛次郎記念館 - 港の見える丘公園内の建築物。横浜市イギリス館も、本館と同様に内部を公開している。
- 岩崎博物館
- エリスマン邸、ベーリック・ホール、山手234番館 - 元町公園内の西洋館
- 外交官の家、ブラフ18番館 - 山手イタリア山庭園内の西洋館

## ギャラリー

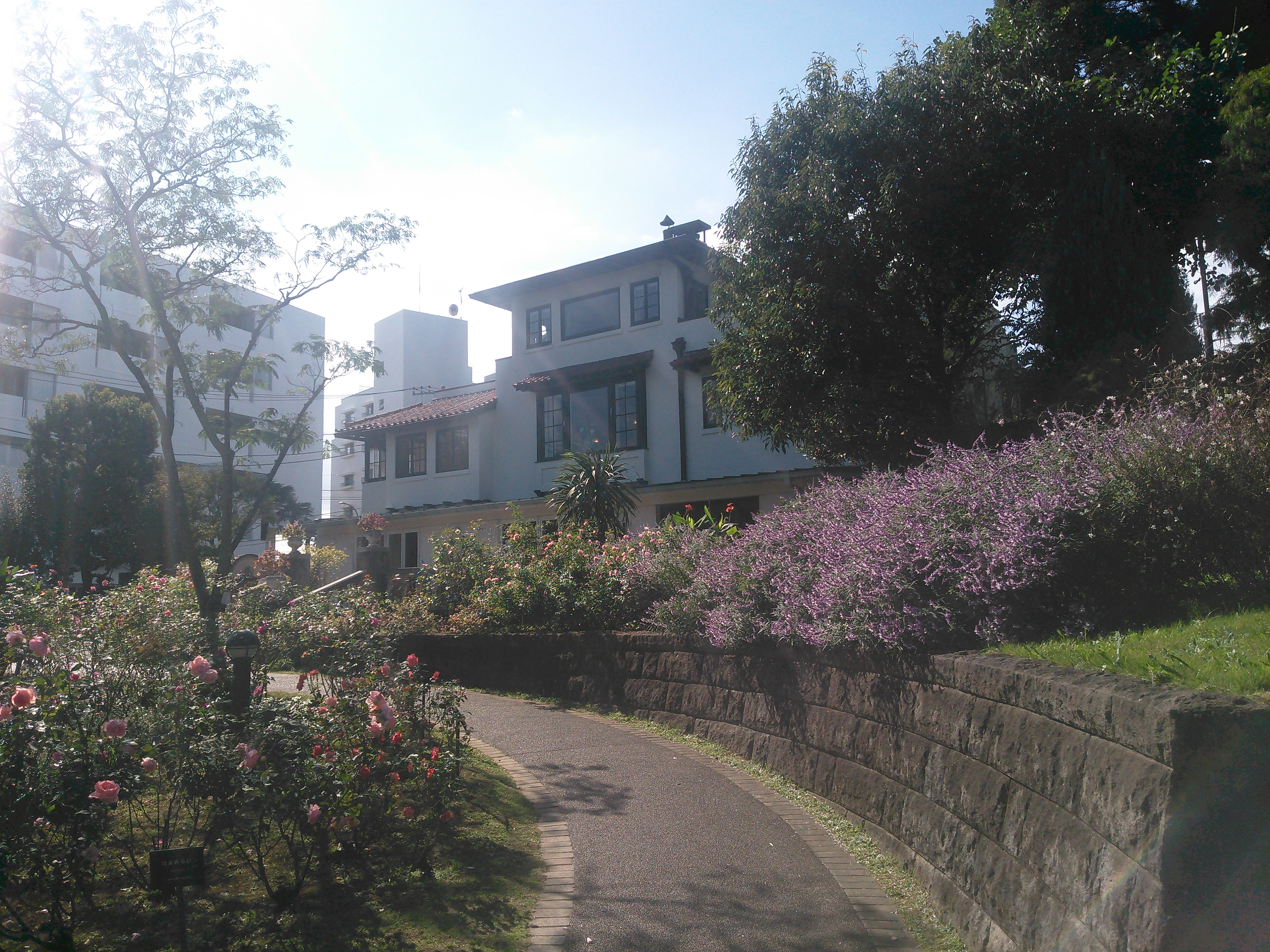
東側外観。地形の傾斜から、3階建てに見える
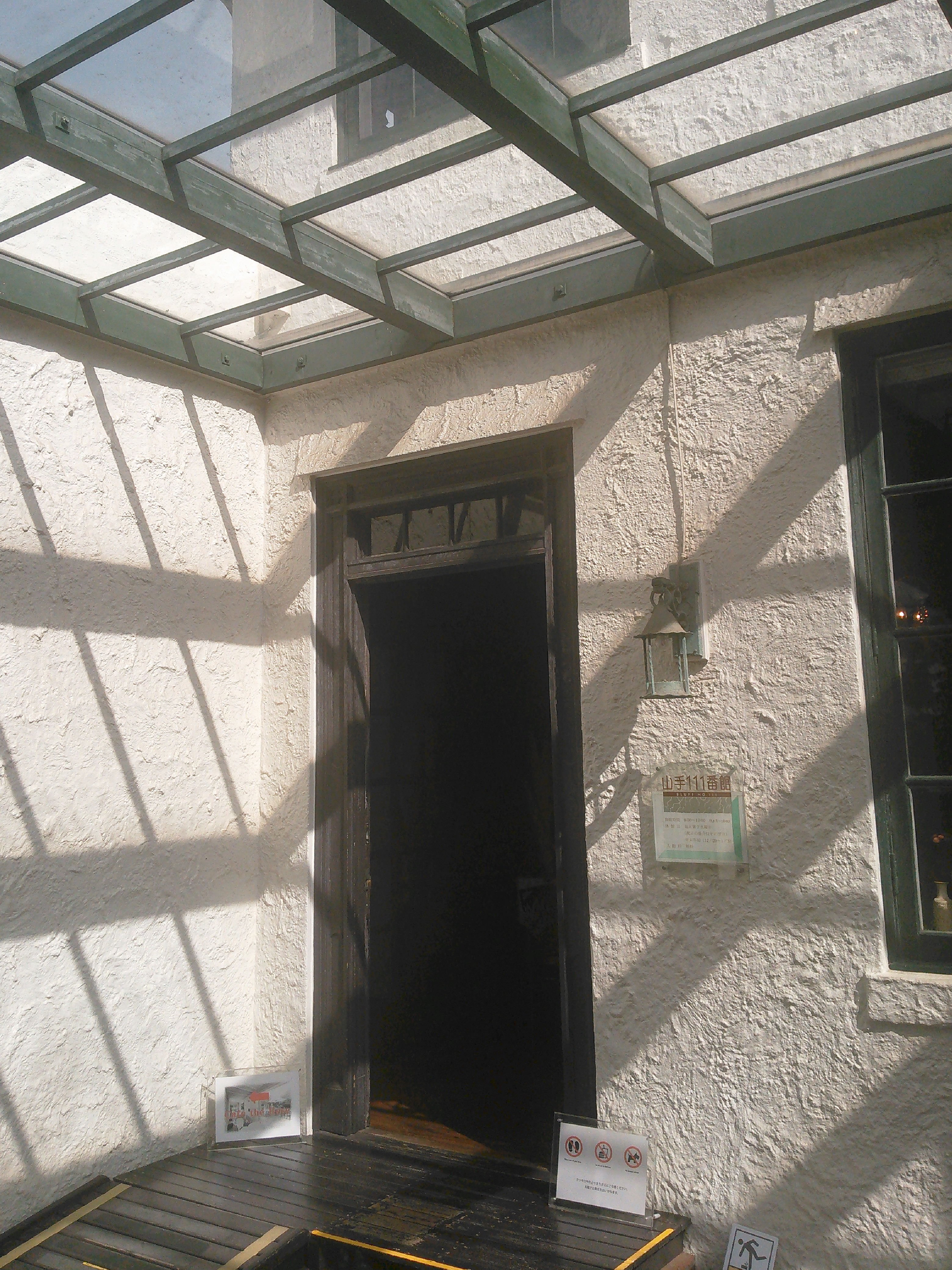
玄関前のパーゴラ。保護のためにガラスがはめられている
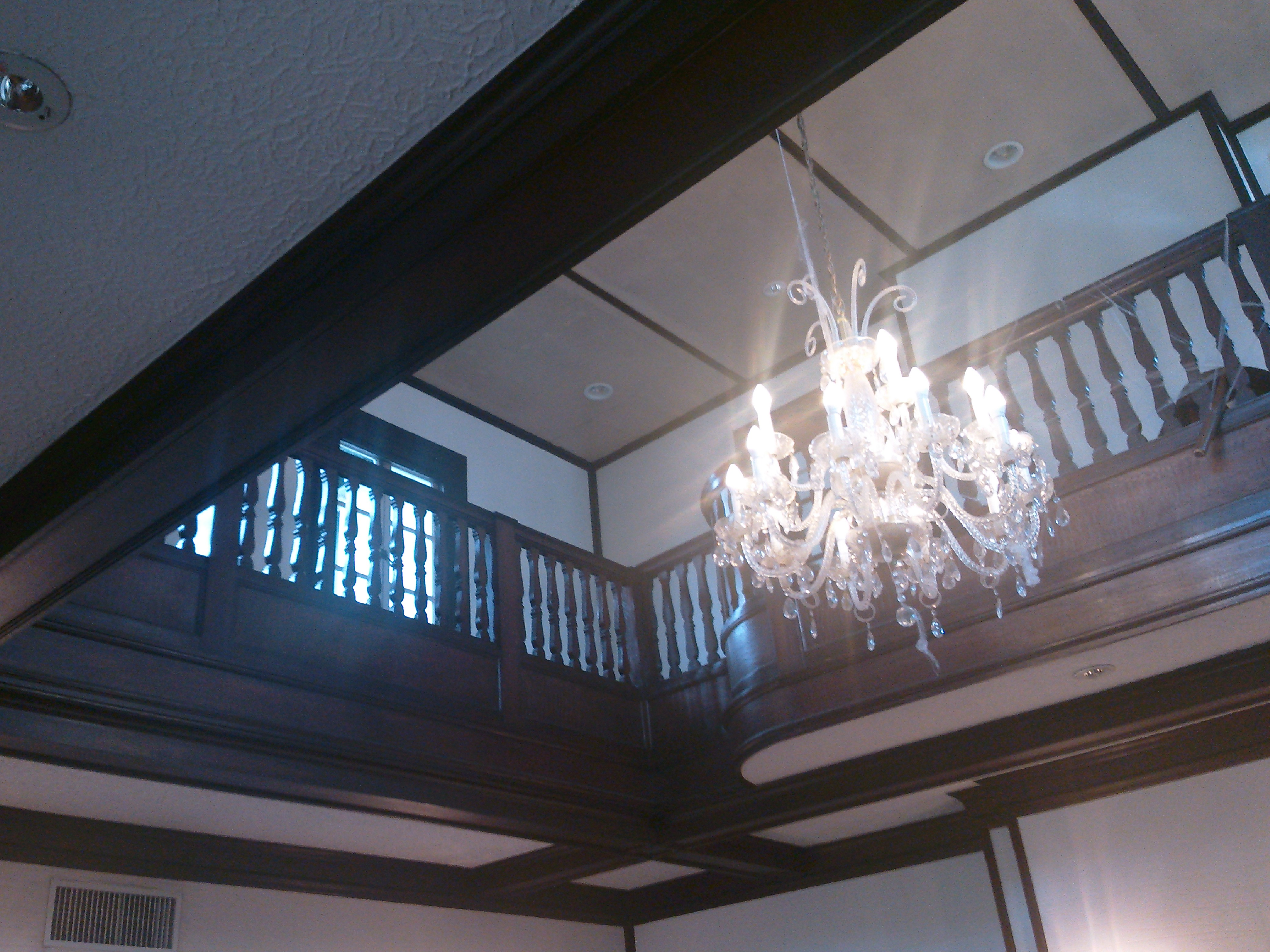
ホールのシャンデリアと回廊。暖炉上部は舞台のように広がっている
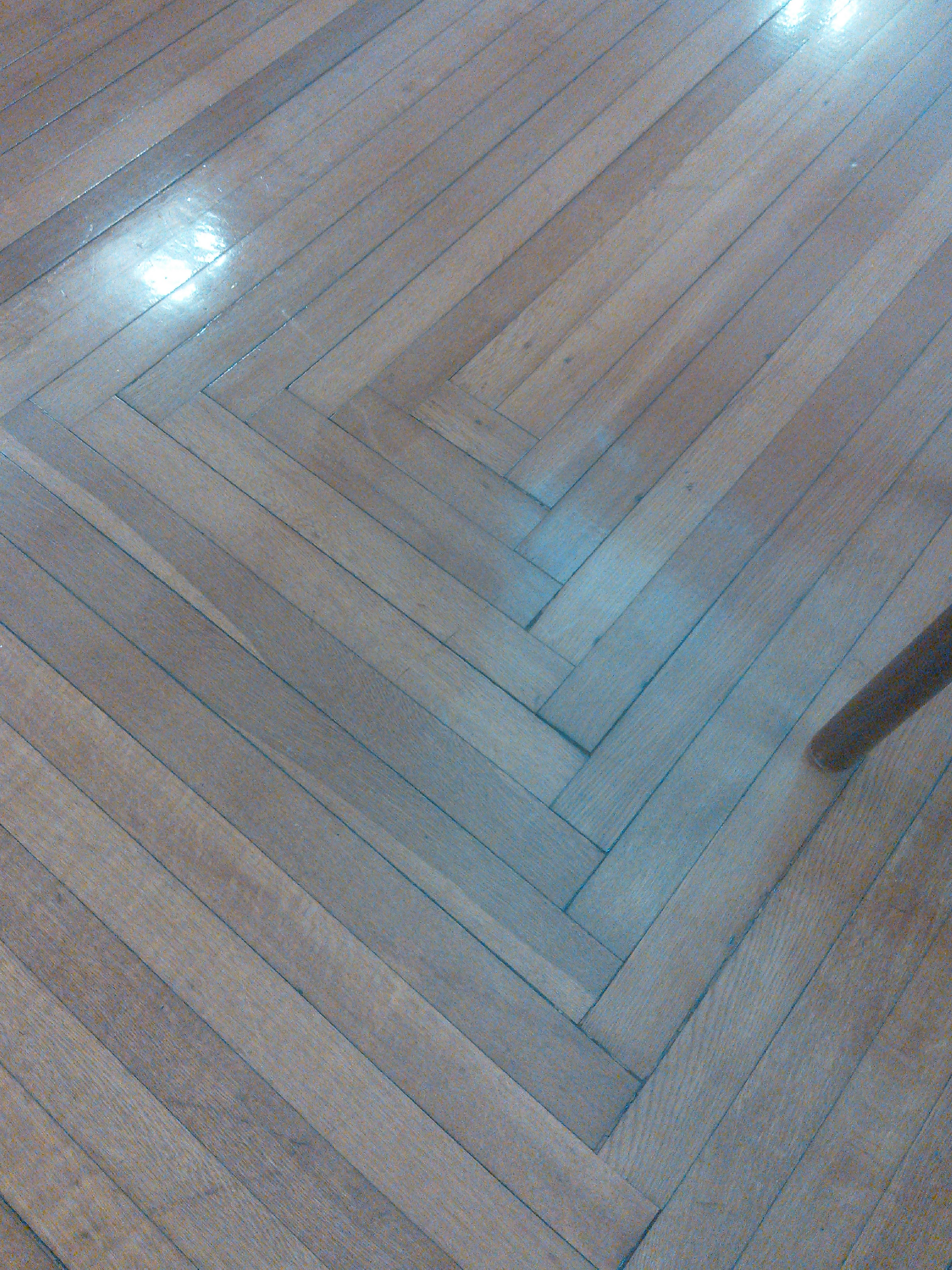
寄木細工を思わせるナラ材のホール床面